# Aechmea turbinocalyx
Aechmea turbinocalyx är en gräsväxtart som beskrevs av Carl Christian Mez. Aechmea turbinocalyx ingår i släktet Aechmea och familjen Bromeliaceae. Inga underarter finns listade i Catalogue of Life.